# 110
Cette page concerne l'année 110  du calendrier julien. Pour l'année 110 av. J.-C., voir 110 av. J.-C. Pour le nombre 110, voir 110 (nombre).
L'année 110 est une année commune qui commence un mardi.

## Architecture
- Un temple est construit à Capoue dédié à la triade de Spes, Fides et Fortuna[1].

## Naissances en 110
- Hua Tuo, médecin et savant chinois.